# Józef Baran (1899–1969)
Józef Baran vel Chrząszczyński, ps. „Lucjan” (ur. 18 marca 1899 w przysiółku Königsberg k. Woli Zarczyckiej, zm. 29 kwietnia 1969 w Koszalinie) – kapitan artylerii Wojska Polskiego, członek Narodowej Organizacji Wojskowej, Narodowych Sił Zbrojnych i Narodowego Zjednoczenia Wojskowego.

## Życiorys
Urodził się na obszarze ówczesnego powiatu łańcuckiego. Był synem Jana i Karoliny z domu Sawickiej. Ukończył gimnazjum rolne w Leżajsku. Zmobilizowany w 1918, był absolwentem III kursu rezerwowego Szkoły Podchorążych Artylerii w Poznaniu z 79. lokatą (1 grudnia 1920 – 18 marca 1921). Skierowany na praktykę dowódczą do 4 dywizjonu artylerii ciężkiej. Po praktyce mianowany na stopień podporucznika z dniem 1 września 1921. Później do 1939 służył w 8 pułku artylerii ciężkiej w Toruniu. Porucznik ze starszeństwem z dniem 1 kwietnia 1923.
Od 1932 należał do Polskiego Towarzystwa Krajoznawczego, prowadził działalność turystyczną w wojsku, za działalność społeczną otrzymał w 1938 Srebrny Krzyż Zasługi.
Po wybuchu wojny obronnej w 1939 został dowódcą oddziału zbierania nadwyżek 8 pac, liczącego ok. 300 żołnierzy. Zgodnie z planami piątego dnia mobilizacji miał on być przewieziony do Ośrodka Zapasowego Artylerii Ciężkiej nr 4 w Przemyślu. W sytuacji niekorzystnego rozwoju wydarzeń wojennych kpt. Józef Baran 4 września zdecydował przedostać się do Przemyśla. Jednakże tylko połowa żołnierzy była uzbrojona. W trakcie marszu z jego oddziału zdezerterowało ok. 150 żołnierzy, głównie pochodzących z mniejszości narodowych. Józef Baran ostatecznie postanowił iść na pomoc oblężonej Warszawie. 18 września dotarł do skraju Puszczy Kampinoskiej, gdzie oddział został rozwiązany. Pojedynczy żołnierze na własną rękę mieli przedzierać się do stolicy lub Modlina. W nocy z 20/21 września kpt. Józef Baran wraz z 13 żołnierzami przedostał się do Modlina, obejmując dowództwo 2 baterii 8 pułku artylerii lekkiej. Za waleczność został odznaczony Krzyżem Walecznych. Po kapitulacji twierdzy 28 września dostał się w niewoli niemieckiej i został osadzony w obozie jenieckim Soldau (KL) w Działdowie.
Pod koniec października 1939 Niemcy wypuścili go na wolność. Józef Baran powrócił w rodzinne strony do Leżajska i wkrótce zaangażował się w działalność konspiracyjną. Na przełomie lat 1939/1940 zaczął tworzyć w formie szkieletowej batalion „Ziemi Leżajskiej” Organizacji Wojskowej Stronnictwa Narodowego (późniejszego NOW). 16 maja 1941 aresztowało go Gestapo i został osadzony w więzieniu w Przemyślu. Po wybuchu wojny niemiecko-sowieckiej w czerwcu 1941, wykorzystał uszkodzenie wybuchem bomby budynku więziennego i zbiegł. Udał się do Jarosławia. Do końca listopada 1942 ukrywał się gospodarstwie rolnym członka NOW we wsi Maleniska. Następnie wyjechał do swojej siostry Marii Lenczewskiej do Łosic w pow. siedleckim. Tam, pod fałszywym nazwiskiem Zakrzewski, podjął pracę w spółdzielni rolniczej. Jednocześnie został członkiem NSZ. W połowie lutego 1943 mianowano go komendantem Okręgu IVC Rzeszowskiego NSZ. Jednakże już w połowie tego roku powrócił do NOW, w którym otrzymał stanowisko szefa sztabu w komendzie Okręgu Rzeszowskiego. Po scaleniu NOW z AK objął funkcję oficera artylerii w komendzie podokręgu Rzeszów AK. Spośród przedwojennych oficerów, podchorążych i podoficerów artylerii zaczął organizować szkielet dywizjonu artylerii. Dobrany zespół przeszedł przyśpieszone przeszkolenie z zakresu instrukcji strzelania i działoczynów. Szkolenie prowadzono na strzelnicy terenowej w lasach „Bażantarni” koło Łańcuta, a częściowo w lasach hr. Potockiego koło Brzózy Królewskiej.
Krótko po wyzwoleniu Leżajska był komendantem miasta. Zagrożony aresztowaniem przez NKWD, ukrywał się. Od 26 lutego do połowy 1945 r. był ponownie szefem sztabu w Okręgu Rzeszowskim NSZ. W czerwcu 1945, zagrożony aresztowaniem przez UB, wyjechał do Koszalina, jako Józef Chrząszczyński podjął pracę w Państwowym Urzędzie Repatriacyjnym na stanowisku inspektora osadnictwa wojskowego. Działał jednocześnie w kombatanckim Związku Osadników Wojskowych. Wstąpił do Stronnictwa Ludowego, z którym przystąpił do Zjednoczonego Stronnictwa Ludowego. Był m.in. wiceprezesem Powiatowego Zarządu w Koszalinie. Pełnił mandat w Powiatowej Radzie Narodowej.
W sierpniu 1948 roku, został aresztowany przez funkcjonariuszy Wydziału III WUBP w Rzeszowie i tam przez miesiąc był przesłuchiwany. Prowadzący przesłuchania ppor. UB Wacław Świderski nie dopatrzył się różnic pomiędzy oświadczeniem amnestyjnym i zeznaniami, wobec czego Chrząszczyński został zwolniony i powrócił do Koszalina.
Po rozwiązaniu Państwowego Urzędu Repatriacyjnego, od 1951, pracował w kierownictwie Związku Samopomocy Chłopskiej w Koszalinie, potem w Funduszu Wczasów Pracowniczych w Mielnie i kierownictwie koszalińskiego oddziału „Orbisu”.
Od 1950 organizował struktury Polskiego Towarzystwa Turystyczno-Krajoznawczego w Koszalinie, był pierwszym prezesem Oddziału PTTK w tym mieście. Był jednym z pierwszych przewodników turystycznych na tym terenie, organizatorem kursów dla przewodników, autorem licznych publikacji. Opracował m.in. przewodniki Koszalin, Mielno i okolice (1958), Koszalin i okolice. Działał społecznie także po przejściu na emeryturę w 1964. Awansowany do stopnia majora rezerwy, został odznaczony m.in. Medalem Zwycięstwa i Wolności 1945 (1957), Krzyżem Partyzanckim (1958), Złotą Odznaką PTTK (1959), Odznaką 1000-lecia Państwa Polskiego (1966) oraz Honorową Odznaką za Zasługi dla Województwa Koszalińskiego (1967).
Zmarł 29 kwietnia 1969 roku w Koszalinie. Pochowany jest na cmentarzu w Toruniu.
W 2009 za wybitne zasługi dla niepodległości Rzeczypospolitej Polskiej, za działalność na rzecz przemian demokratycznych w Polsce oraz działalność kombatancką i społeczną, za osiągnięcia w podejmowanej z pożytkiem dla kraju pracy zawodowej i działalności społecznej został pośmiertnie odznaczony Krzyżem Komandorskim Orderu Odrodzenia Polski.

## Upamiętnienie
- Ulica Józefa Chrząszczyńskiego w Koszalinie[5]
- Rondo Józefa Barana Chrząszczyńskiego w Leżajsku